# 신세기통신
SK신세기통신은 1994년 5월 2일 설립되어 2002년 1월 23일까지 존재하였던 대한민국의 이동통신 회사이며, 가입자들에게 017로 시작하는 번호를 부여했었다. SK텔레콤으로 인수 합병된 이후인 2003년 1월부로 017 신규가입은 종료되었다.

## 제2이동통신 1차 사업자 선정
신세기통신이라는 이름은 제2이동통신 사업자 1차 선정 때 포항제철 계열로서 구성된 컨소시엄인 신세기이동통신 주식회사에서 처음으로 모습을 보인다.

### 1991년
- 1990년대 초반, 이통사업을 경쟁 체제로 전환하기 위한 정부 방침에 따라 제2이동통신 사업자 선정이 가장 큰 이슈 중 하나로 부상하였다. 특히 재계에서는 제2이동통신 사업권을 획득하는 자체만으로도 그 판도를 뒤흔들 수 있는 엄청난 신수종 사업으로 여겨졌기에 관심이 더욱 컸었다.
- 하지만 당시 정부에서는 재계 선두기업으로서 전화기 생산 능력까지 함께 갖추고 있었던 삼성, 럭키금성, 현대, 대우 그룹에 한해서 대주주로서의 참여는 제한하였다.
- 당시 제2이동통신 사업권에 가장 적극적으로 관심을 보이던 기업으로는 포항제철, 선경, 코오롱, 쌍용, 동부 그룹이 있었으며, 이들 기업을 중심으로 한 컨소시엄을 구성하여 제2이동통신 사업권 수주를 위한 공개입찰을 준비하게 된다.

### 1992년
- 1992년에 이르러 제2이동통신 사업자는 동부그룹(동부제강 등 6개사), 동양그룹(동양시멘트, 동양제과), 선경그룹(유공 등 2개사), 쌍용그룹(쌍용양회 등 3개사), 코오롱그룹(계열 5개사), 포항제철(포항종합제철, 포스데이타) 등을 주간사로 한 6개 컨소시엄이 입찰에 뛰어들었다.
- 1992년 7월 29일, 제2이동통신 사업자 선정에 관한 1차 심사에서 선경그룹의 대한텔레콤주식회사(8,127점)가 1위를 차지하였고 그밖에 코오롱그룹의 제2이동통신주식회사(7,783점)와 포항제철 계열의 신세기이동통신주식회사(7,711점)가 평균 점수 이상을 받아내어 2차 심사대상 업체로 선정되었다.
- 당시 체신부의 제2이통사업자 선정은 공정성을 표방했으나 선경그룹은 당시 회장이 대통령과 사돈 관계에 있었다는 점에서, 포항제철은 박태준 회장이 집권당의 최고위원이었다는 점에서, 코오롱그룹도 회장이 역시 정계에 영향력이 있는 김종필 민자당 최고위원과 사돈관계라는 점에서 특혜 논란이 빚어졌다.
- 1992년 8월 20일, 제2이동통신 사업자 선정에 관한 2차 심사에서 선경그룹의 대한텔레콤주식회사(8,388점)가 1위를 차지하였고 포항제철 계열의 신세기이동통신주식회사(7,496점)와 코오롱그룹의 제2이동통신주식회사(7,099점)가 각각 2위, 3위를 차지함에 따라 선경그룹의 대한텔레콤이 제2이동통신 신규 사업자로 선정되었다.
- 1992년 8월 28일, 제2이동통신 사업자 선정 과정에서 빚어진 선경그룹에 대한 특혜논란으로 말미암아 부정적인 여론이 급속히 확산됨에 따라 대한텔레콤 사장 손길승이 제2이통사업권에 대한 자진 반납을 선언하기에 이른다.

## 제2이동통신 2차 사업자 선정
- 1993년 11월, 동양그룹이 데이콤의 최대주주가 되었는데, 제2이동통신(2통) 사업 참여보다 데이콤에 대한 지배력을 높여 통신사업에 참여하려는 의도에 무게를 두고 있음으로 파악된다.
- 1994년 1월, 선경그룹이 한국이동통신 민영화에 참여함에 따라 2통사업 입찰 포기를 선언했으며, 쌍용그룹도 이통사업자 지배주주로서의 참여 의사를 접는다는 뜻을 밝혔다.
- 1994년 1월, 선경그룹이 제1이동통신사(1통)인 한국이동통신 지분 23퍼센트를 매입함에 따라 한국전기통신공사와 1통에 대한 공동경영 체제를 구축한다.
- 1994년 2월 4일, 포항제철 계열의 신세기이동통신(주), 코오롱그룹의 제2이동통신(주), 금호그룹이 금호텔레콤 컨소시엄(금호, 미원, 해태, 한국전력)을 구성하여 입찰에 뛰어들었다.
- 1994년 2월 18일, 삼성그룹의 영빈관인 승지원(承志園)에서 포항제철, 코오롱그룹, 금호그룹이 2통컨소시엄 구성에 관한 논의를 진행하였다.
- 1994년 2월 28일, 포항제철을 지배주주로 코오롱그룹이 공동 경영하는 형태의 제2이동통신 신규 사업자 구성에 대한 합의를 마무리지었다.

## 기업 연혁
1994년 상반기에 제2이동통신사업자로 선정된 신세기이동통신 주식회사는 포항종합제철(주)를 최대주주로 코오롱 상사(주)를 비롯한 국내외 246개사가 컨소시엄을 이룸으로써 탄생하였으나, 1999년 12월에 포항제철과 SK그룹(1998년 선경그룹에서 사명 변경) 간의 전략적 제휴가 발표된 이후 SK텔레콤(1통 사업자였던 한국이동통신의 후신)에 인수 합병됨으로써 자취를 감추게 된다.

### 포항제철, 코오롱그룹 공동경영 체제
- 1994년 5월 2일 통합법인 신세기이동통신 주식회사 출범
- 1994년 6월 28일 주식회사 신세기통신으로 상호 변경
- 1994년 12월 프로젝트21 합작투자 계약
- 1995년 8월 28일 서울특별시 중구 을지로 1가 16 (본사이전)
- 1996년 4월 CDMA방식의 이동전화서비스 개시
- 1996년 6월 지앤지텔레콤 합작투자계약
- 1996년 7월 부산,대구,광주교환국사 준공
- 1996년 12월 한국전파기지국관리(주) 합작투자계약, 대전교환국사 준공
- 1997년 2월 수도권 지하철서비스 개시
- 1997년 6월 국제로밍서비스 협약체결(59개국)
- 1998년 2월 원주교환국사 준공 및 개통
- 1998년 8월 일본DDI,IDO사와 전략제휴 협정체결
- 1998년 9월 수도권고객센터 이설
- 1998년 11월 "SQC No.1" 품질 향상운동 전개
- 1998년 12월 안양교환국 개통
- 1999년 1월 전주교환국사 준공
- 1999년 5월 CS VISION(LEAD 21) 선포
- 1999년 10월 신세기빅스 농구단 창단
- 1999년 12월 세계최초 CDMA 국제자동로밍 서비스 개시(홍콩), 제2대 주주변동(SK텔레콤의 KOLON 지분인수:23.53%)

### SK그룹
- 1999년 12월 SK텔레콤과 포항종합제철(주) 간의 전략적 제휴 발표 (SK텔레콤, 신세기통신 간 지분 맞교환 추진)
- 2000년 4월 26일 공정거래위원회, SK텔레콤(주)의 (주)신세기통신 지분인수 조건부 허용 (2001년 6월 말까지 시장점유율 50% 미만으로 낮추는 조건)
- 2000년 6월 주식회사 신세기통신, SK 그룹으로 편입
- 2000년 9월 017-011 기지국 공동로밍서비스 개시
- 2001년 4월 SK신세기통신 기업이미지 공포(公布).
- 2001년 6월 SK텔레콤과의 합병추진 합의.
- 2001년 9월 21일 SK텔레콤과의 피흡수 합병 이사회 결의.
- 2002년 1월 SK텔레콤(주)로 흡수 합병됨에 따른 폐업.